# Explosion d'un camion-citerne à Boksburg
L'explosion d'un camion-citerne à Boksburg est survenue le 24 décembre 2022 lorsqu'un camion-citerne transportant du gaz de pétrole liquéfié (GPL) a explosé sous un pont ferroviaire à Boksburg, dans la région d'East Rand de l'agglomération du Grand Johannesburg (en), et faisant partie de la municipalité métropolitaine d'Ekurhuleni à Gauteng, en Afrique du Sud. Huit personnes ont été tuées sur le coup et 40 autres ont été blessées, dont 19 gravement. 26 des blessés sont décédés plus tard à l'hôpital, portant le nombre de morts à 34 personnes au 30 décembre 2022. L'hôpital Tambo Memorial à proximité (TMH) a également été endommagé. Le conducteur du camion-citerne a survécu à l'incident et a fait face à de multiples accusations, dont celle d'homicide volontaire,,.

## Explosion
Le camion appartenait à Infinity Gas, une société basée à Boksburg, et transportait du GPL du port de Richards Bay au Botswana,. Il a pris feu après s'être coincé sous un pont ferroviaire enjambant Hospital Street près de son intersection avec Railway Street, à environ 100 mètres de l'hôpital Tambo Memorial dans la banlieue de Boksburg à Plantation. Les rapports indiquent que le camion-citerne a pris feu à partir d'étincelles causées par le frottement lorsque le haut du camion a été forcé sous le pont, qui était trop bas pour que le camion puisse passer. Après avoir pris feu, le camion-citerne a initialement explosé vers 6 h 0 SAST tandis que les pompiers tentaient de contenir le brasier. L'explosion initiale a été rapidement suivie de deux explosions beaucoup plus petites. Cette série d'explosions a attiré une grande foule de spectateurs, entraînant un nombre plus élevé de victimes et de décès lorsqu'une quatrième explosion, la plus grande et la dernière, s'est produite vers 7 h 30 SAST,. L'explosion finale a affecté des bâtiments jusqu'à 400 mètres de distance et a été ressentie comme un tremblement de terre jusqu'à 4 kilomètres.

## Impact

### Victimes
34 personnes ont été tuées. 40 personnes ont d'abord été blessées et hospitalisées après l'explosion, bien que le nombre de morts comprenne certaines de ces 40 personnes, qui ont ensuite succombé à leurs blessures. Huit personnes ont été tuées immédiatement pendant l'explosion, ou bien ont succombé avant que les ambulanciers n'arrivent sur les lieux. Parmi les premiers blessés, 19 se trouvaient dans un état critique.

### Hôpital Tambo Memorial
L'hôpital Tambo Memorial à côté de l'explosion a été gravement touché. Huit membres du personnel de l'hôpital (sept infirmiers et un chauffeur) ont été tués sur le parking de l'hôpital, et 24 patients et 13 membres du personnel, présents aux urgences de l'hôpital au moment de l'explosion, ont subi de graves brûlures et ont été transférés dans d'autres hôpitaux à proximité. L'explosion a entraîné l'effondrement partiel du plafond de l'unité d'urgence, ce qui a obligé tous les patients à être déplacés vers le complexe de théâtre à l'arrière de l'hôpital. L'hôpital n'a pas été en mesure d'accepter des patients immédiatement après l'explosion.

### Propriétés, véhicules et infrastructures à proximité
Deux maisons et un certain nombre de voitures ont été détruites dans l'explosion, ainsi qu'un camion de pompiers qui tentait d'éteindre le feu grandissant. L'explosion a également détruit le pont ferroviaire sous lequel elle s'est produite, rendant la ligne de chemin de fer Germiston - Springs inutilisable. La Passenger Rail Agency of South Africa (Prasa) a annoncé le lendemain qu'elle avait fermé la ligne et évaluerait l'étendue des dégâts et l'ampleur des travaux nécessaires pour restaurer la ligne de chemin de fer.

## Réponse d'urgence
La réponse initiale à l'incident est venue des sociétés de sécurité locales, du Forum local de police communautaire (CPF) et de groupes de bénévoles. Lors de l'évaluation, l'alarme a été déclenchée et les services de gestion des catastrophes et des urgences d'Ekurhuleni ont dépêché un camion de pompiers de la caserne de pompiers centrale de Boksburg.

### Services d'urgence présents
Les services d'urgence suivants étaient présents :
- Services de gestion des catastrophes et des urgences d'Ekurhuleni
- Services médicaux d'urgence de Gauteng (EMS)
- Sauvetage médical Hatzolah
- Netcare911
- ER24 SMU
- Recherche et sauvetage en Afrique du Sud (SARZA)
- Princemed
- FTC Modderfontein
- Fusée EMS
- HaloAviation
- National Sea Rescue Institute (en) (NSRI)

Un certain nombre d'organisations non gouvernementales (ONG), dont Muslim Aid (en) et l'ONG sud-africaine de secours en cas de catastrophe Gift of the Givers (en), sont arrivées pour apporter leur aide tout au long de la journée.

## Enquête et réactions

### Arrestation du chauffeur du camion
Le lendemain de l'incident, la police a déclaré que le conducteur de 32 ans, qui n'avait été que légèrement blessé dans l'explosion, avait été arrêté dans un hôpital local et ferait face à des accusations de conduite imprudente, de négligence et de multiples chefs d'accusation d'homicide coupable et de dommages malveillants à la propriété. Il devrait comparaître devant le tribunal de première instance de Boksburg le 28 décembre 2022.

### Mauvaise signalisation et appels à enquête
Le panneau d'avertissement de restriction de hauteur, à l'approche du pont dans la direction où le camion était conduit, était illisible en raison des intempéries. Selon le porte-parole du maire d'Ekurhuleni, Warren Gwilt, la responsabilité du pont et des panneaux d'avertissement appartient à Prasa. Le ministère des Transports (en), cependant, a déclaré que les véhicules à moteur lourds ne sont pas autorisés sur les routes régionales sans un permis de la municipalité, et le député Good Brett Herron (en) a demandé si la municipalité d'Ekurhuleni respectait la loi nationale sur les transports terrestres, qui oblige les municipalités à planifier des itinéraires pour les véhicules transportant des marchandises dangereuses.
Au milieu des allégations de négligence municipale ou paraétatique potentielle, des appels ont été lancés pour une enquête approfondie afin de déterminer qui est responsable de la catastrophe.

### Enquête interne à l'entreprise
Innovative Staffing Solutions (ISS), la société qui a recruté le chauffeur pour le compte d'Infinity Gas, a lancé une enquête "interne et indépendante" sur les circonstances entourant l'explosion. Il a déclaré que le conducteur était hautement qualifié pour travailler avec des hauteurs et avait sept ans d'expérience dans le transport de substances dangereuses.

### Réactions des partis politiques
Divers partis politiques sud-africains ont commenté la catastrophe :
- L'Alliance démocratique (DA), qui gouverne la municipalité d'Ekurhuleni dans laquelle s'est déroulé le drame, a adressé ses condoléances aux familles des défunts et à toutes les personnes blessées par l'explosion.
- Les Economic Freedom Fighters (EFF) ont demandé que le PDG d'Infinity Gas, la société propriétaire du camion-citerne, soit arrêté et tenu responsable des décès et des dommages matériels. L'EFF a également appelé à la restauration des chemins de fer du pays, affirmant qu'il estime que les marchandises dangereuses ne doivent en aucun cas être transportées sur de longues distances par la route.
- L'Inkatha Freedom Party (IFP) a appelé à une amélioration de la réglementation sur le transport de marchandises dangereuses par route.
- GOOD est d'avis que la municipalité d'Ekurhuleni n'a pas respecté la loi nationale sur les transports terrestres.